# Sozialmedizin
Sozialmedizin (auch soziale Medizin) beschreibt und analysiert die vielfältigen Wechselwirkungen zwischen Gesundheit und Krankheit, ihren Risiken und protektiven Faktoren einerseits und gesellschaftlichen Tatbeständen andererseits unter ätiologischer, präventiver, rehabilitativer, gutachterlicher, versorgungsrechtlicher und wirtschaftlicher Perspektive. Sie befasst sich dazu wissenschaftlich und praktisch mit der Gesundheit der Bevölkerung und ihrer Determinanten, der Organisation des Gesundheitswesens, der sozialen Sicherung und den politischen Determinanten der Gesundheit sowie den Wirkungen und Kosten der medizinischen Versorgung.
Nach Diehl, Gebauer und Groner stellt die Sozialmedizin nicht nur ein Querschnittsfach innerhalb der Medizin dar, sondern auch ein „Brückenfach zu anderen Fachdisziplinen – vor allem dem Sozialrecht, der Soziologie, Sozialarbeit, Psychologie, Statistik und Gesundheitsökonomie“.

## Tätigkeitsgebiet
In der sozialmedizinischen Forschung werden zum Beispiel durch die gesellschaftliche Umwelt bedingte Ursachen von Krankheit und Invalidität sowie die Wechselwirkung zwischen sozialer Schicht (Sozialstruktur) und Gesundheit untersucht. Auch die Weiterentwicklung von Organisationen des Gesundheitswesens und der Einrichtungen der sozialen Sicherung stellen wichtige sozialmedizinische Forschungsbereiche dar.
Der als sozialmedizinischer Gutachter tätige Facharzt mit Zusatzbezeichnung Sozialmedizin erstellt seine Gutachten im Spannungsfeld zwischen den teilweise berechtigten (bei Behinderung), teilweise unberechtigten (Rentenbegehren ohne hinreichende Erkrankung) Interessen des Individuums einerseits und den Interessen der Solidargemeinschaft (also der Beitragszahler) andererseits. Er muss hierfür nicht nur über fundiertes medizinisches Wissen (6-jähriges Medizinstudium, 5-jährige Facharztweiterbildung, Zusatzweiterbildung Sozialmedizin) zur Beurteilung des Beeinträchtigungsausmaßes aufgrund der Erkrankung, sondern auch über hinreichende Kenntnisse der Gesetzeslage und gängigen Rechtsprechung (Zusatzweiterbildung Sozialmedizin) verfügen.
Typische in der Sozialmedizin zu begutachtende Fragestellungen betreffen beispielsweise Aussagen zum Ausmaß und zur erwarteten Dauer einer Arbeitsunfähigkeit, zum positiven und negativen Leistungsbild (wie nur 3 bis 6 Stunden Arbeitsfähigkeit pro Tag, maximal 5 kg heben oder tragen, keine Tätigkeiten in Zwangshaltungen wie Kauern), zu Einschränkungen der Einsatzfähigkeit, zur Pflegebedürftigkeit oder zu den Voraussetzungen der Anerkennung einer Schwerbehinderung.
Fachärzte mit Zusatzbezeichnung Sozialmedizin (siehe unter Weiterbildung) sind typischerweise beim MD / MD Bund,  bei der Gesetzlichen Rentenversicherung, beim Sozialmedizinischen Dienst der Bundesknappschaft, den Versorgungswerken oder auch in Rehabilitationseinrichtungen tätig.

## Einordnung
Im Medizinstudium gehört die Sozialmedizin zum ökologischen Stoffgebiet im klinischen Studienabschnitt. Zum ökologischen Stoffgebiet gehören:
- Arbeitsmedizin,
- Sozialmedizin,
- Hygiene,
- Biometrie/Epidemiologie/Medizinische Informatik und
- Rechtsmedizin.

Gelehrt wird Sozialmedizin auch in den Studiengängen Soziale Arbeit, Gesundheitsförderung und -Management und Sozialwirtschaft.

## Begriffsabgrenzung
Abzugrenzen ist die Sozialmedizin, als Begriff 1848 von dem chirurgischen Orthopäden Jules René Guérin geprägt und etwa in der 1903 von M. Fürst und K. Jaffé begründeten Monatsschrift für soziale Medizin ausführlicher behandelt, von der Medizinischen Soziologie, die medizinisches Handeln und Gesundheitsverhalten im gesellschaftlichen Zusammenhang betrachtet. Robert Straus hat diesen Unterschied auf die Formel gebracht: „Soziologie der Medizin“ = Medizinische Soziologie und „Soziologie in der Medizin“ = Sozialmedizin. Diese Unterscheidung beruht somit auf der Mehrdeutigkeit des Genitivobjekts im Englischen und Deutschen. Straus betont bei dieser Unterscheidung einer Medizinsoziologie im Sinne einer von außen ansetzenden Wissenschaft am „Objekt“ der Medizin deren „Organisationsstrukturen, Rollenbeziehungen, Wertsysteme, Bräuche und Funktionsweisen der Medizin als eines Verhaltenssystems“. Zwischen 1918 und 1950 entwickelte sich vor allem in Deutschland unter dem Einfluss des sozialen Denkens eine vermehrte staatliche Fürsorge für Kranke und Arbeitsunfähige und die soziale Medizin spielte eine zunehmend wichtige Rolle im ärztlichen Leben. Johannes Siegrist weist auf die Bedeutung eines Forschungsansatzes hin, der das ärztliche Handeln selbst zum Untersuchungsgegenstand macht und „dadurch eine Reihe von Krankheitsgegebenheiten und therapeutischen Ergebnissen als iatrogene Produkte“ ausweist. Die derzeit eher kontroverse Zusammenarbeit zwischen etablierter Sozialmedizin und Medizinischer Soziologie könne nur als Aufgabe fallbezogener konkreter Auseinandersetzungen betrachtet werden und bleibe damit in wissenschaftlich-systematischer Hinsicht einer zukünftigen Entwicklung vorbehalten. Die Zielrichtung der Medizinischen Soziologie deckt sich insofern teilweise mit der → Wissenschaftssoziologie, siehe unten Kap. Kritik an der Sozialmedizin. Nach Klemperer sind die Disziplinen Sozialmedizin, Public Health und Gesundheitswissenschaften nicht scharf voneinander abgrenzbar.

## Weiterbildung
Ärzte können seit dem auf dem 87. deutschen Ärztetag im Jahre 1984 gefassten Beschluss zur Aufnahme der Sozialmedizin in die Weiterbildungsordnung die Zusatzbezeichnung Sozialmedizin erwerben.

## Wissenschaftliche Fachgesellschaft
Die Deutsche Gesellschaft für Sozialmedizin und Prävention (DGSMP), eine Mitgliedsgesellschaft der Arbeitsgemeinschaft der Wissenschaftlichen Medizinischen Fachgesellschaften (AWMF) versteht sich in Deutschland als die wissenschaftliche Fachgesellschaft für Fragestellungen der Sozialmedizin.
Ferner gibt es wissenschaftliche Aktivitäten in den Sozialversicherungen selbst. Jene werden vom Berufsverband der deutschen Sozialversicherungsmediziner (BSD) koordiniert.

## Internationales
International gesehen gibt es allerdings sehr große Unterschiede zwischen den verschiedenen Ländern.
In den Niederlanden ist die Sozialmedizin beispielsweise ein Überbegriff, welche die Arbeitsmedizin, die Versicherungsmedizin und Ärzte vom öffentlichen Dienst beinhaltet. Versicherungsärzte von der UWV (die niederländische Sozialversicherung) müssen beispielsweise eine eigene 4-jährige Facharztausbildung durchlaufen. In Österreich wiederum ist der Sozialmediziner rein in der Wissenschaft tätig und hat mehr die Tätigkeit eines Master of Public Health (MPHs) zu erfüllen. Der österreichische Kollege hat auch keinerlei Patientenkontakt. Jedoch bestehen dort sehr wenige Spezialisten und die Facharztrichtung droht auszusterben.

## Geschichte
Bereits im Mittelalter gab es sozialmedizinische Ansätze, die im Gegensatz zu Medizin der Antike alle Bevölkerungsschichten einschließen. Von 1779 bis 1819 fasste Johann Peter Frank die sozialmedizinischen (und hygienischen) Reformbestrebungen im Zeitalter der Aufklärung in seiner Schrift Medicinische Polizey zusammen. Im Jahr 1883 erließ Bismarck das Gesetz, betreffend die Krankenversicherung der Arbeiter. Rudolf Virchow (1821–1902) hatte das Recht auf eine gesundheitsgemäße Existenz formuliert und wird als „Sozialhygieniker“ bezeichnet. 1905 wurde die „Deutsche Gesellschaft für sociale Medicin, Hygiene und Medicinalstatistik“ unter anderem von Adolf Gottstein gegründet.
1963 entstand die Deutsche Gesellschaft für Sozialmedizin und Prävention (DGSMP).

## Kritik
Kritik an der Sozialmedizin ist in Deutschland nur rudimentär ausgeprägt. Angeführt wird, dass die Sozialmedizin im Wesentlichen durch den im „Dritten Reich“ bekannten J. F. Lehmanns Verlag geprägt wurde, der unter gleichem Namen bis 1998 firmierte. Auch die Aufarbeitung der Krankenmorde in der Zeit des Nationalsozialismus hat erst spät eingesetzt.
Da die durch Kranken- und Pflegekassen veranlasste und vom Medizinischen Dienst der Krankenversicherung vorgenommene Sozialmedizinische Begutachtung durch das Sozialgesetzbuch zum Öffentlichen Recht gehört, gelten hier die Schutzregelungen der Europäischen Menschenrechtskonvention nicht. Kritik an der aktuellen Praxis der sozialmedizinischen Begutachtung wird auch unter dem Aspekt der Deutungsmacht geäußert.
Selbst 2005 befanden sich in der Festschrift 100 Jahre Geschichte der Sozialhygiene, Sozialmedizin und Public Health in Deutschland unter den 37 Biographien der deutschen Sozialmedizin nur zwei Frauen: Eva Schmidt-Kolmer und Elfriede Paul.

## Bekannte Sozialmediziner
- Ernst Baader (1892–1962)
- Alfred Beyer (1885–1961)
- Otto Buurman (1890–1967)
- Benno Chajes (1880–1938)
- Alfons Fischer (1873–1936)
- Alfred Grotjahn (1869–1931)
- Oskar Gundermann (1894–1968)
- Wilhelm Hagen (1893–1982)
- Hans Harmsen (1899–1989)
- Franz Klose (1887–1978)
- Paul Konitzer (1894–1947)
- Erwin Marcusson (1899–1976)
- Rudolf Neubert (1898–1992)
- Salomon Neumann (1819–1908)
- Elfriede Paul (1900–1981)
- Hermann Redetzky (1901–1978)
- Hans Schaefer (1906–2000)
- Erich Schröder (1893–1968)
- Eva Schmidt-Kolmer (1913–1991)
- Ludwig Teleky (1872–1957)
- Kurt Winter (1910–1987)
- Jens-Uwe Niehoff (* 1947)